# Celebrity Skin
Последњи албум који је издала група Hole крајем 1998. године.

### Листа песама
1. "Celebrity Skin" (Corgan, Erlandson, Love)
2. "Awful " (Auf der Maur, Erlandson, Love, Schemel)
3. "Hit So Hard" (Corgan, Erlandson, Love)
4. "Malibu " (Corgan, Erlandson, Love)
5. "Reasons to Be Beautiful" (Auf der Maur, Erlandson, Love)
6. "Dying" (Corgan, Erlandson, Love)
7. "Use Once & Destroy" (Auf der Maur, Erlandson, Love, Schemel)
8. "Northern Star" (Erlandson, Love)
9. "Boys on the Radio" (Auf der Maur, Erlandson, Love)
10. "Heaven Tonight" (Erlandson, Love)
11. "Playing Your Song" (Erlandson, Love)
12. "Petals" (Corgan, Erlandson, Love)